# ヌニバク島
- ヌニバク島
- ヌーニバク島
- ヌニヴァク島

ヌニバク島 (ヌニバクとう、Nunivak Island) は、ベーリング海で2番目に大きな島。永久凍土に覆われた火山島で、アラスカ州のユーコン川・カスコクウィム川デルタ（en:Yukon–Kuskokwim Delta）の沖約48kmに浮かび、本土とはイトリン海峡で隔てられる。面積4,226.8 km2、長さ76.2km、幅106kmでアメリカ合衆国で8番目に大きな島である。2010年の調査では人口191人。

## 地理

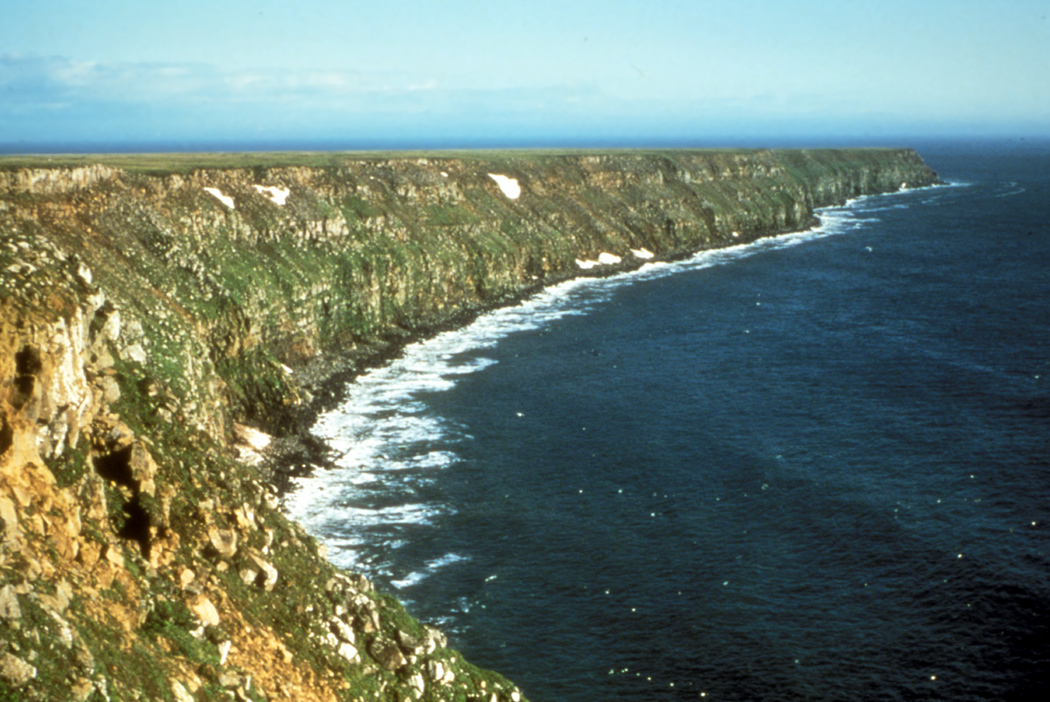
ヌニバク島の急崖

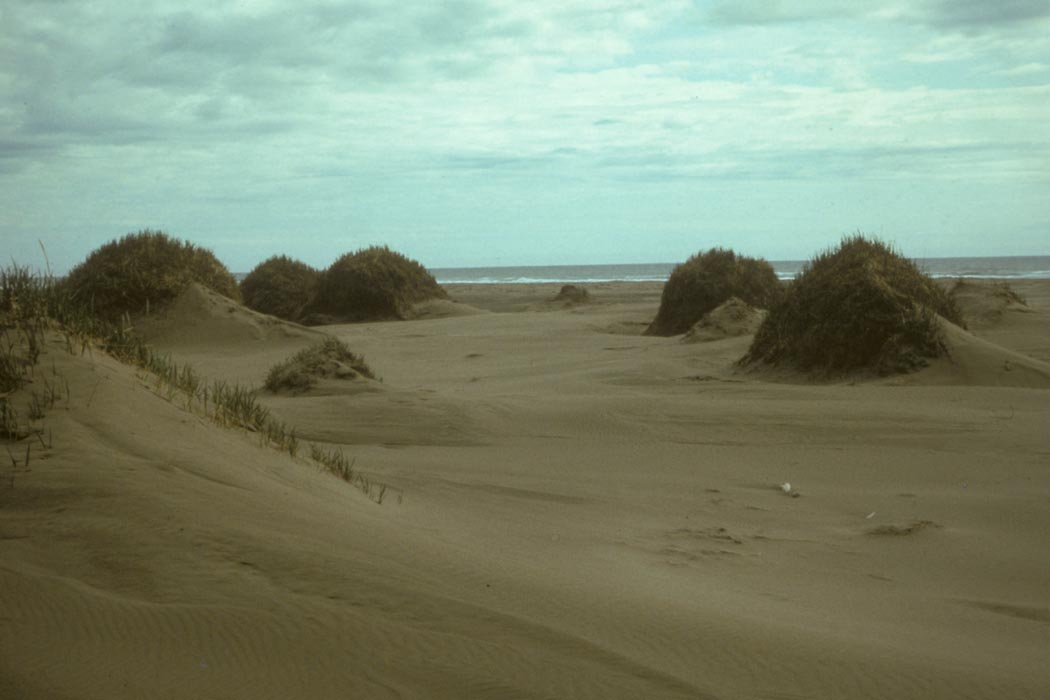
ヌニバク島の砂丘

火山起源の島であり、白亜紀の堆積岩の上に小さな楯状火山から流れ出た溶岩により形成された、海抜500フィート(160m)以上の溶岩台地が広がっている。島には約60個の噴石丘と4個のマールが点在している。火山活動の歴史から、ベーリング海火山地域の一部と見なされており、イキルウィット溶岩層という火山地形が見られる。
島の東海岸と南海岸には汽水ラグーンが見られ、北西部は急崖となっている。
島のバイオームはツンドラであり、高さ4フィート(1.2m)未満のヤナギの木が見られる。
また、数種の絶滅危惧種を含む少なくとも89種の渡り鳥の飛来地であり、夏には海岸部や内陸部のツンドラ湖が繁殖地となっている。
先史時代よりカリブーの生息地であったが、19世紀後半から20世紀初頭の乱獲により絶滅してしまった。そのため、1930年代から40年代にかけてアメリカ政府はカリブーとジャコウウシを導入し繁殖させた。現在、これらの動物は現地法人によって管理されている。

## 民族

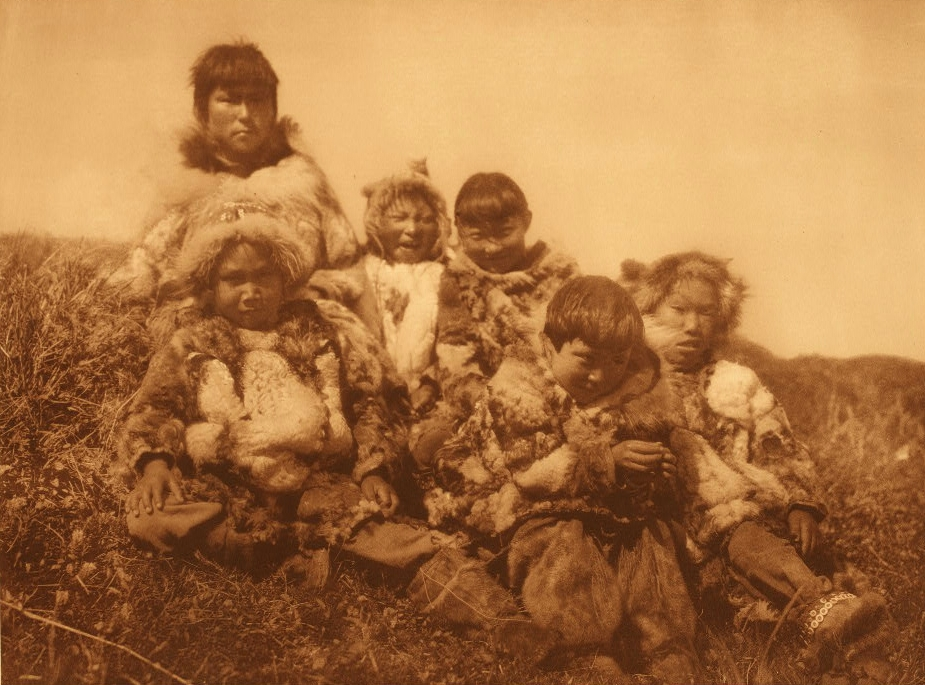
ヌニバク島の子どもたち（1930年）

ヌニバク島のほぼ全ての永住者はユピック・エスキモーであり、より細かくは中央ユピックに属する。なお、島民はCup'ig (複数形 Cup'it)を自称する。
高齢の島民はユピック語のひとつである中央アラスカ・ユピック語を第一言語としているが、ほとんど全ての島民は英語を話す。
島民は自足自給の狩猟や本土での商業漁業に大きく依存している。
イヴァン・ペトロフによる1880年の国勢調査では島の9つの村で計702人を数えたが、1900年の伝染病により人口は激減した。以降は移民等により200人程度の人口を保ち、現在では全住民が北岸にあるメコリャックに住んでいる。

## 文化

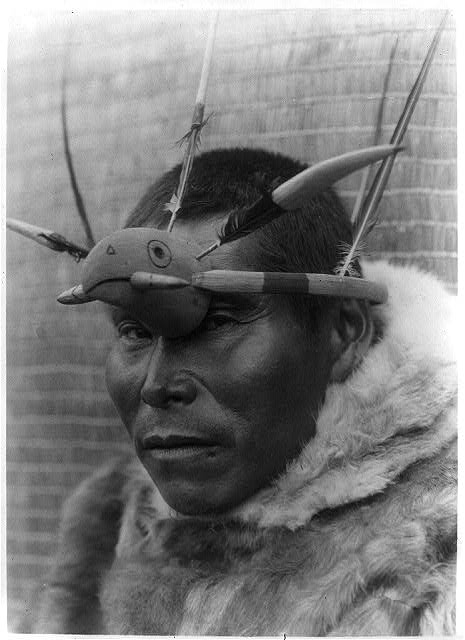
マスクを着用した島民

ヌニバク島の芸術は古代から受け継がれたもので、特にセイウチなどの動物を模したマスクが特徴的である。このマスクは古代では商業用として用いられ、後に祝祭や踊りで用いられるようになった。
セイウチは、皮はカヤックや靴底、腸は防水雨具、骨は道具にするなど、島民が衣食住において依存する重要な生き物であった。